# Région métropolitaine de la Baixada Santista
La région métropolitaine de la Baixada Santista (Região Metropolitana da Baixada Santista en portugais) fut créée en 1996 par la loi no 815 de l'État de São Paulo, au Brésil. Elle regroupe 9 municípios formant une conurbation autour de Santos, sur le littoral de l'État.
La région métropolitaine s'étend sur 2 423 km2 pour une population totale de 1 666 453 habitants en 2006.

## Liste des municipalités
| Région métropolitaine | Région métropolitaine | Région métropolitaine |
| Ville                 | Population (hab.)     | Superficie (km2)      |
| --------------------- | --------------------- | --------------------- |
| Santos                | 418 375               | 280                   |
| São Vicente           | 329 370               | 148                   |
| Guarujá               | 305 171               | 143                   |
| Praia Grande          | 245 386               | 149                   |
| Cubatão               | 121 002               | 142                   |
| Itanhaém              | 91 153                | 599                   |
| Peruíbe               | 65 256                | 326                   |
| Mongaguá              | 46 977                | 143                   |
| Bertioga              | 43 763                | 492                   |
| Total                 | 1 666 453             | 2 423                 |